# The Brilliant Green
The Brilliant Green (jap. ザ・ブリリアント・グリーン Za Buririanto Gurīn) – japoński zespół rockowy powstały w Kioto, w 1995 roku.

## Życiorys
W 1997 grupa zadebiutowała fonograficznie singlem „Bye Bye Mr. Mug” jako tercet składający się z wokalistki, Tomoko Kawase, gitarzysty Ryo Matsui i basisty Shunsaku Okudy, który wspomagany był innymi muzykami. Komercyjny sukces osiągnęła, dzięki singlowi „There Will Be Love There” z 1998. Po wydaniu drugiego albumu studyjnego Terra 2001 w 1999, popularność zespołu rozprzestrzeniła się na całą Azję, po czym trio zaczęło zyskiwać uznanie w Stanach Zjednoczonych. W 2001 zawiesiło działalność ze względu na rozpoczęcie solowego projektu Kawase. W 2010 Matsui opuścił zespół. W 2017 po raz pierwszy od czterech lat wznowili działalność. 
Krytycy muzyczni porównują ich twórczość do dokonań takich artystów jak Liz Phair, The Cardigans, Sheryl Crow i No Doubt. Określają ją jako nawiązanie do rocka alternatywnego z początku lat. 90 XX wieku, a także chwalą akcent Kawase, śpiewającą w języku ojczystym i angielskim.
Do 2017 nakład ze sprzedaży wydawnictw muzycznych grupy przekroczył liczbę 4 milionów 500 tysięcy egzemplarzy, zgodnie z danymi Recording Industry Association of Japan, przyznającego wyróżnienia za sprzedaż płyt w Japonii.

## Dyskografia

### Albumy studyjne[3]
| Tytuł                | Dane dot. albumu                                                                      |
| -------------------- | ------------------------------------------------------------------------------------- |
| The Brilliant Green  | - Data: 19 września 1998 - Wydawca: Sony Music - Format: CD, Digital download         |
| Terra 2001           | - Data: 8 września 1999 - Wydawca: Sony Music - Format: CD, Digital download          |
| Los Angeles          | - Data: 1 stycznia 2001 - Wydawca: Defstar Records - Format: CD, Digital download     |
| The Winter Album     | - Data: 4 grudnia 2002 - Wydawca: Defstar Records - Format: CD, Digital download      |
| Blackout             | - Data: 15 września 2010 - Wydawca: Warner Music Group - Format: CD, Digital download |
| The Swingin' Sixties | - Data: 4 sierpnia 2014 - Wydawca: Warner Music Group - Format: CD, Digital download  |